# Maria Clara Augusto da Silva
Maria Clara Augusto da Silva ou Maria Clara Augusto, née le 5 juin 2004, est une athlète handisport brésilienne. Elle participe avec l'équipe du Brésil aux Jeux paralympiques d'été de 2024 où elle obtient une médaille de bronze dans l'épreuve du 400 mètres T47.

## Biographie

### Enfance et formation
Maria Clara Augusto da Silva est originaire de São Paulo do Potengi dans l'état du Rio Grande do Norte. Elle présente une malformation congénitale sous le coude du bras gauche. Elle pratique l'athlétisme à partir de l'âge de 11 ans. L'année suivante, elle découvre le handisport après avoir été invitée aux essais paralympiques scolaires.

### Carrière sportive
En 2016, elle participe à sa première compétition handisport officielle aux Jeux paralympiques scolaires.
Aux Championnats du monde d'athlétisme juniors 2019, à Nottwil, en Suisse, à seulement quinze ans, Maria Clara Augusto da Silva remporte la médaille d'or au saut en longueur et au relais 4x100 m, ainsi que l'argent au 200 mètres. Aux Jeux parapanaméricains de Lima 2019, son meilleur résultat est une cinquième place au 200 m T47.
En juillet 2023, aux Championnats du monde, à Paris, en France, elle termine à la troisième place du 400 m dans la classe T47 avec un temps de 58 s 49 et remporte la médaille de bronze. Elle représente le Brésil aux Jeux parapanaméricains de Santiago 2023.
Aux Jeux paralympiques d'été de 2024 de Paris, le 31 août 2024, elle termine à la troisième place derrière sa compatriote Fernanda Yara da Silva (médaille d'or) et la vénézuélienne Lisbeli Vera Andrade médaillée d'argent et remporte la médaille de bronze.